# Cesi 137
El cesi 137, Cs-137, 137Cs o radiocesi, és un isòtop radioactiu del cesi que es forma com un dels productes de fissió més comuns per la fissió nuclear de l'urani 235 i altres isòtops fissionables en reactors nuclears i armes nuclears. Es troba entre els més problemàtics dels productes de fissió de curta a vida mitjana, ja que es desplaça i es propaga fàcilment a la natura a causa de la solubilitat elevada dels compostos químics més comuns del cesi, que són sals.
El cesi 137 té un període de semidesintegració de 30,2 anys. Prop del 94,6 % dels nuclis es desintegren per emissió β, donant el radioisòtop metaestable bari 137m (137mBa, Ba-137m), amb un període de semidesintegració de 153 s per emissió γ d'alta energia (0,66164 MeV), donant l'isòtop estable bari 137. Un gram de cesi 137 té una activitat de 3,215 TBq.
El cesi 137 s'empra, en petites quantitats, per calibrar equips de detecció de radiació. En medicina, s'utilitza en radioteràpia. A la indústria, s'utilitza en mesuradors de cabal, mesuradors de gruix, mesuradors de densitat d'humitat, i en dispositius de registre de raigs gamma. Com que l'únic origen és purament d'activitats humanes, el cesi 137 s'ha utilitzat per datar vi i detectar així falsificacions i com a material relatiu per avaluar l'edat de sedimentació després del 1954.

## Efectes sobre la salut
És un isòtop que pot entrar a l'organisme per simple contacte amb la pell, dissolt en l'aire que la persona respira, per ingestió d'aliments que n'estiguin contaminats o en beure aigua que dugui dissolta alguna de les seves sals que són molt solubles. Com que pertany al grup dels alcalins els seus cations {\displaystyle {\ce {Cs+}}} realitzen dins dels organismes la mateixa funció que el catió potassi, {\displaystyle {\ce {K+}}}, això és, mantenir l'equilibri de càrregues elèctriques entre les dues cares de les membranes plasmàtiques.
El nivell de cesi en l'aire i en l'aigua generalment és molt baix. La concentració de cesi natural en l'aire és menor d'1 ng/m³. En general, la quantitat de cesi en l'aigua potable és aproximadament 1 mg/L. Com a mitjana, una persona ingereix aproximadament uns 10 mg de cesi estable al dia en els aliments i l'aigua, i n'inhala prop de 0,025 mg al dia. Les plantes i els animals contenen cesi en concentracions entre 1 i 300 ng/g. Una vegada que el cesi entra al cos, els ronyons comencen a eliminar-lo de la sang. Certa quantitat de cesi s'elimina ràpidament del cos en l'orina, una petita porció s'elimina en la femta, i alguna quantitat de cesi que el cos absorbeix hi pot romandre durant setmanes o mesos, però és eventualment eliminat lentament a través de l'orina i la femta.
Dosis altes de cesi poden produir problemes de salut com la disminució de l'activitat. Si, a més, es tracta de cesi 137, l'emissió de radiació γ en desintegrar-se dona lloc a efectes semblants a l'exposició a altres substàncies que emeten la mateixa radiació. En concentracions altes pot causar la síndrome de radiació aguda, en què tenen lloc efectes com ara nàusea, vòmits, diarrea, hemorràgies, coma i fins i tot la mort. L'accident de Goiânia fou un accident de contaminació radioactiva que es produí el 13 de setembre de 1987 a Goiânia, a l'estat de Goiás, al Brasil, després que una font de radioteràpia oblidada fos extreta d'un centre sanitari abandonat de la ciutat. Posteriorment fou manejat per moltes persones, resultant-ne quatre morts. Prop de 112.000 persones foren examinades per la contaminació radioactiva i es detectaren que 249 tenien nivells significatius de material radioactiu en o sobre els seus cossos. No obstant això, les persones exposades al cesi 137 que ha estat dispersat extensament en l'aire, l'aigua o els aliments després de detonacions de bombes nuclears o d'accidents nuclears no han estat exposades a quantitats prou altes com per causar efectes similars.

Zones contaminades per cesi 137 després de l'accident de Txernòbil, a l'actual Ucraïna i Belarús.

## Accidents i incidents amb vessament de cesi 137
- Accident de Txernòbil, URSS, 1986.
- Accident de Goiânia, Brasil, 1987.[3]
- Accident de Kramatorsk, Donetsk, Ucraïna, 1988.
- Incident de Georgia, 1997.
- Accident de la factoria d'Acerinox a Algesires, Cadis, Espanya, 1998.[4]
- Incident de Tongchuan, Shaanxi, Xina, 2009.
- Accident nuclear de Fukushima I, Japó, 2011.
- Accident de la Universitat de Tromsø, Noruega, 2015.
- Incident a Hèlsinki, Finlàndia, 2016.
- Accident a Seattle, Washington, EUA, 2019.